# Nowy Stadion Narodowy Laosu
Nowy Stadion Narodowy Laosu – wielofunkcyjny stadion w Wientianie w Laosie. Służy również jako stadion narodowy i jest obecnie używany głównie dla meczów piłki nożnej. Swoje mecze rozgrywają na nim reprezentacja Laosu w piłce nożnej oraz drużyny piłkarskie Eastern Star, Lao Police Club i Yotha. Stadion może pomieścić 25 000 widzów. Został wybudowany dla Igrzysk Południowoazjatyckich w 2009 roku.